# Rigor Mortis vs. the Earth
Rigor Mortis vs. the Earth är den amerikanska thrash/speed metal-gruppen Rigor Mortis andra studioalbum, utgivet den 8 maj 1991.

## Låtlista
Sida A
1. "Dying in My Sleep" (instrumental) – 2:44
2. "Mummified" – 4:45
3. "Throwback" – 3:52
4. "Contagious Contamination" – 3:09
5. "The Rack" – 6:25
6. "Psycho Therapy" (Ramones-cover) – 2:23

Sida B
1. "City in Fear" – 2:33
2. "Asphyxia" – 3:33
3. "Dead Fish" – 3:44
4. "SOG" – 6:05
5. "Speedwhore" – 3:35
6. "Afterbirth of a Midget (S.Y.G.D.P.)" (instrumental) – 3:03

## Medverkande
- Mike Scaccia – gitarr, akustisk gitarr
- Casey Orr – elbas, sång, bakgrundssång
- Harden Harrison – trummor, slagverk
- Doyle Bright – gitarr, sång, bakgrundssång